# ジョゼフ・ナーソ
ジョゼフ・ナーソ（英語: Joseph Naso, 1934年1月7日 - ）は、アメリカ合衆国の連続殺人犯。1970年代から1990年代にかけて、4人の女性を殺害し、遺棄した罪で有罪判決を受けた。2013年11月、死刑を言い渡された。

## 略歴
1934年1月7日、ニューヨーク州ロチェスター市に生まれる。1950年代にアメリカ空軍に入隊する。最初の妻となる女性・ジュディスと出会い、18年間結婚生活を送ったのち、離婚。離婚後、サンフランシスコ・ベイエリアに住む元妻のもとへ通い続けた。2人の間にはチャールズという息子がいたが、息子はのちに統合失調症を患った。ナーソは晩年を息子の世話に費やしていた。
1970年代のナーソは、サン・フランスィスコ内にある複数の大学で学んでいた。1980年代には、同地のミッション地区(Mission District)に住み始め、その後、ピードモントに移住した。1999年から2003年までサクラメントに住み、2004年にネバダ州のリノに落ち着いた。ナーソはフリーランスの写真家として働く一方で、1994年に窃盗罪で投獄されている。ナーソは酒を飲むと好戦的な性格に変わり、「Crazy Joe」（「イカれたジョー」）と呼ばれていた。

## 犠牲者
- ロクサーン・ロガーシュ(Roxanne Roggasch)：18歳。 1977年1月10日、フェアファックス(Fairfax)の近くの道端に死体が遺棄されているのが発見された。ロクサーンは絞殺されていた[4]。警察は、ロクサーンは24時間以内に殺された、と推定した。また、警察はロクサーンについて「売春婦ではないか」と疑った。ロクサーンの家族はそのことを知らなかった[5]。

- カルメン・コロン(Carmen Colon)：22歳。1978年8月13日、クロケット(Crockett)とポート・コスタ(Port Costa)の間にあるカーキーネス・スィニック幹線道路(Carquinez Scenic Highway)沿いで、遺体で発見された。現場は、ロクサーン・ロガーシュの遺体が発見された場所から30マイル離れていた。交通取り締まり作業の真っ最中だった警官が、全裸のまま遺棄された死体を発見した。その死体は腐乱しており、のちにカルメンと特定された。

- シャリーア・パトゥン(Shariea Patton)：56歳。1981年、ティブロン(Tiburon)にある海軍補給基地の近くの海岸に遺体が漂着していた。彼女はベイエリアに住んでおり、求職中であった。ナーソは、以前シャリーアが住んでいた建物の管理人を務めており、本人の写真も撮っていた。ナーソは1981年に容疑者の最有力候補の1人とみなされ、警察による取り調べも受けていたが、捜査員からの尋問を巧みにかわし、起訴されることは無かった[1]。

- レニー・シャピロ(Renee Shapiro)：1992年5月、サンフランシスコにあるウォーフィールド劇場で行われるボブ・ディランのコンサートへ向かう姿が確認されたのが最後となった[6]。彼女はネバダ郡の近くで殺害された[7]。レニーはボブ・ディランの熱狂的ファンであり、ボブ・ディランの最初の妻であったサラ・ディランと同じ名前に変えるほどであった。

- パメラ・パーソンズ(Pamela Parsons)：38歳。ウェイトレス。ユバ郡で発見された[7][4]。当時、ナーソが住んでいたユバシティのクーパー・アヴェニュー(Cooper Avenue)[5]の近くで働いていた。

- トレイスィー・タフォヤ(Tracy Tafoya)：31歳。1994年、ユバ郡にて発見された[7]。薬を盛られて意識を失ったあとに強姦され、そのあとに絞殺された。死体はメアリーズヴィル墓地(Marysville Cemetery)の近くに遺棄された[4]。遺体が発見されるまでに一週間は経過していたと推定されている[5]。

いずれもカリフォルニア領域内で発見された。

## 逮捕・裁判
ネバダ州の仮釈放および保護観察当局は、2010年4月、リノでナーソを逮捕した。ナーソの自宅の家宅捜索中に、当局は手書きの手記を発見した。そこには、名前が明記されていない女性10人の住処および立地を記した一覧表が書かれてあった
。
2011年4月11日、ナーソは、ロガーシュ、コロン、パーソンズ、タフォヤの4人を殺害した容疑で起訴された。警察は、これら4人の犠牲者について、いずれも「売春婦」と記録していた。手記に記載されていた、他の6人の女性の身元の詳細については確認できないままであった。その後、検察官のドリー・アハナとローズマリー・スロートは、パトゥンとディランの身元を特定する証拠を提出した。
2013年6月、ナーソはカリフォルニア州で4人の女性を殺害した罪で起訴され、裁判にかけられた。ナーソは自身の無罪を主張した。ナーソは全ての殺人事件で「有罪」と認定され、2013年11月22日に正式に死刑を宣告された。

## アルファベット殺人事件
ナーソによる犠牲者のうちの4人　～ロクサーン・ロガーシュ (Roxanne Roggasch)、カルメン・コロン (Carmen Colon)、パメラ・パーソンズ (Pamela Parsons)、トレイスィー・タフォヤ (Tracy Tafoya)～　も、ロチェスター市で発生した連続殺人の犠牲者と同じように、ナーソが殺した犠牲者たちの姓名は、その苗字と名前の頭文字が、それぞれ同じ文字で始まっていた。ナーソが殺した女性の一人は「カルメン・コロン」(Carmen Colon)といい、1971年11月に誘拐され、殺害された少女の姓名も、「C」の文字で始まる「Carmen Colón」であった。ナーソは2010年4月にネヴァダ州リノで逮捕された。ネヴァダ州の法執行機関の当局者は、記者会見にて、ナーソは写真家の仕事をしており、仕事柄、アメリカ全土を旅行し、別の州で殺人を犯した可能性がある趣旨を述べた。
ナーソは、自身の出身地であるニューヨーク州ロチェスターにて、1971年から1973年にかけて発生した別の連続殺人事件にも関与しているのではないか、と疑われた。この連続殺人事件は「アルファベット殺人事件」(The Alphebet Murders)、「二重頭文字殺人事件」(The Double Initial Murders)と呼ばれ、被害者の姓と名の頭文字が一致するという点がナーソによる連続殺人と共通していた。しかし、ナーソが殺害したのが主に成人の売春婦であったのに対して、アルファベット殺人事件の被害者はいずれも10歳から11歳の女児であった。作家のトリシア・ロマーノ(Tricia Romano)は、殺された女児たちの年齢について、「10歳 - 12歳」と書いている。
1978年にナーソが殺害した「カルメン・コロン」(Carmen Colon)の死体が発見された現場の地名は「カーキーネス・スィニック幹線道路」(Carquinez Scenic Highway)であったが、ナーソによる犠牲者の名前の頭文字と、その死体を遺棄した現場の地名の頭文字が全て一致しているのは、この一件のみである。
ナーソはアルファベット殺人事件の参考人の一人と見做されていたが、DNA検査の結果、ナーソのDNAは、ヴァンダ・ヴァルコヴィーツの遺体から採取された精液の検体とは一致しなかった。ナーソはアルファベット殺人事件とは無関係であった。